# Pascual Ortiz Rubio
Pascual Ortiz Rubio (ur. 1877, zm. 1963) – meksykański polityk, w latach 1930–1932 prezydent Meksyku.

## Życiorys
Urodził się w 1877 roku.
Sprawował urząd czterdziestego drugiego prezydenta Meksyku od 5 lutego 1930, kiedy to zastąpił na stanowisku Emilio Portesa Gila, przez ponad dwa i pół roku, do 4 września 1932. Był przedstawicielem Partii Narodowo-Rewolucyjnej.
Jego następcą został Abelardo L. Rodríguez.
Ortiz Rubio zmarł w 1963 roku.